# Хохлатая каракара
Хохлатая каракара:2667 (лат. Caracara plancus cheriway) — подвид обыкновенной каракары — хищной птицы из семейства соколиных. Часть систематиков считают хохлатую каракару отдельным видом Caracara cheriway, хотя раньше она была конспецифична с обыкновенной (C. plancus) и гуадалупской (C. lutosa) каракарами.
В отличие от соколов (Falco) из того же семейства, каракары — не воздушные охотники, а, скорее, падальщики.

## Ареал
Распространены от северной части Южной Америки (с юга в северную часть Перу и северную Амазонию, Бразилию), в большей части Центральной Америки и Мексики, достигают южных частей Соединенных Штатов, включая Флориду. Поступали сообщения о нахождении особей в Сан-Франциско, Калифорния и около Кресент-Сити, Калифорния. В июле 2016 года наблюдались в Мичигане. В июне 2017 года замечены далеко на севере в Сент-Джордже, Нью-Брансуике и Канаде, встречаются в Мексике, также гнездятся в южной части Карибского бассейна (например, Аруба, Кюрасао и Бонайре).

## Описание

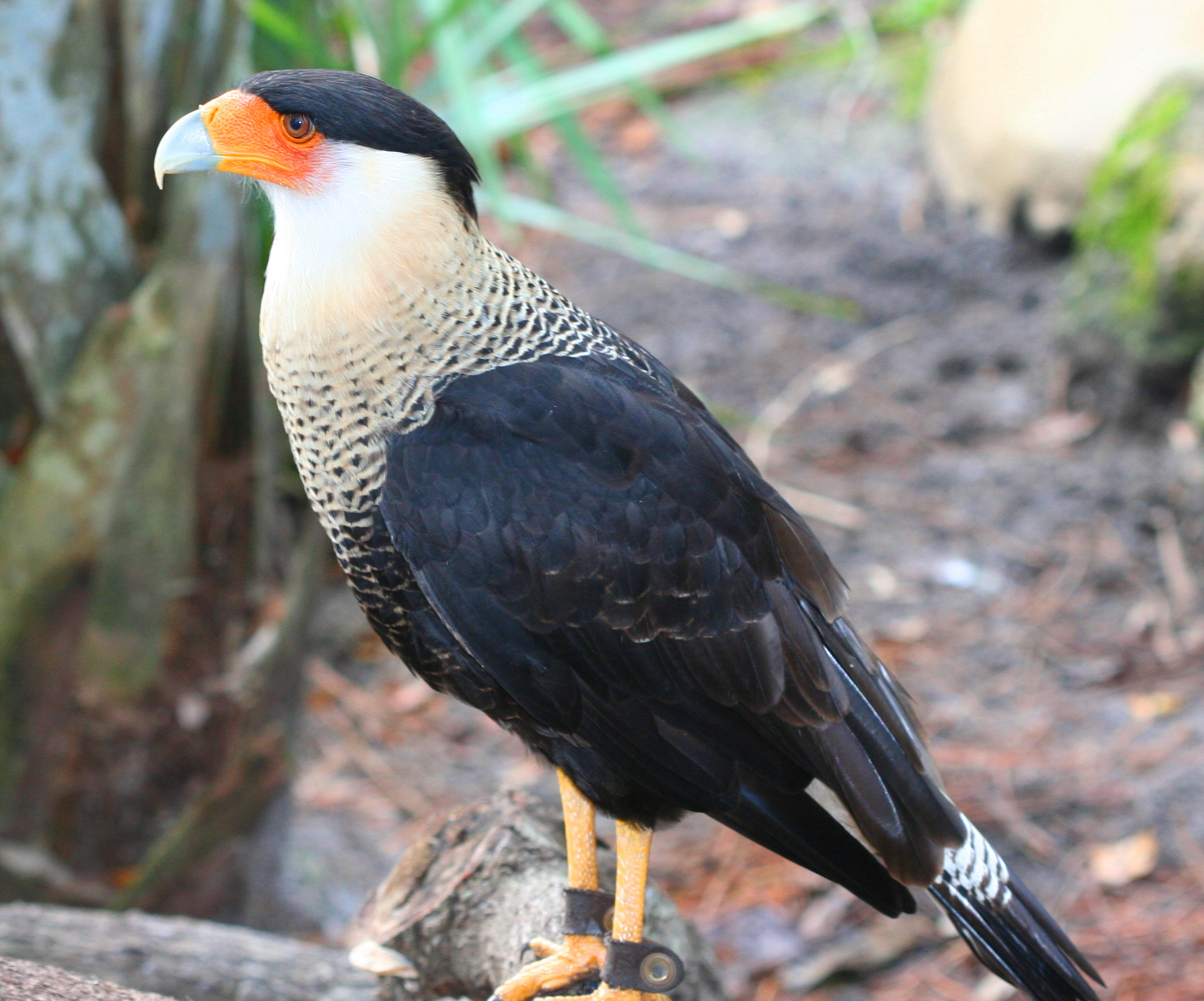
Хохлатая каракара в зоопарке Бревард

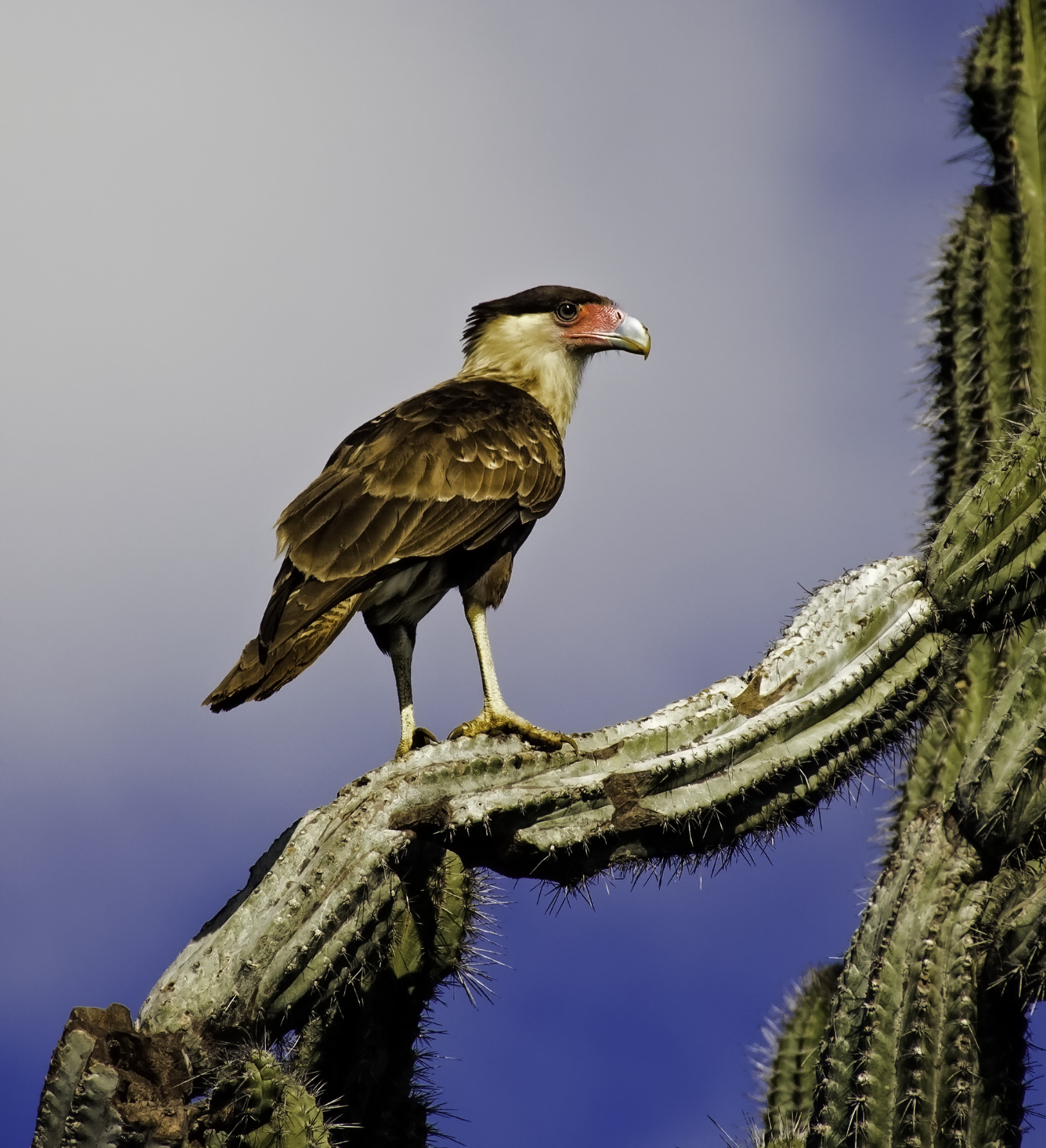
Молодая хохлатая каракара в кактусах

Длина тела составляет 49-58 см, размах крыльев - 122—125 см, а масса тела - 1050—1300 г. Средняя масса выше на севере ареала, меньше в тропиках. Во Флориде 21 самец в среднем весил 1117 г, а 18 самок — в среднем 1200 г. В Панаме самцы в среднем весили 834 г, а самки в среднем 953 г. Среди каракаров она уступает только южной каракаре. Широкий крылатый и длинный хвост, она также имеет длинные ноги и часто ходит и бегает по земле. У взрослой особи чёрное тело, крылья, гребень и корона. Шея, крупа и заметные пятна на крыльях белые, а хвост белый с чёрной полосой и широкой концевой полосой. Грудь белая, с мелкими черными полосами. Купюра толстая, серая и зацепленная, а ноги желтые. Мозоль и кожа лица от темно-желтого до оранжево-красного, в зависимости от возраста и настроения. Особи разных полов похожи, но незрелые птицы более коричневые, имеют ярко выраженную шею и горло, бледная грудь с прожилками / пятнами на коричневых, серовато-белых ногах и сероватой или тусклой розовато-пурпурной коже лица и шерсти. Голос этого вида - тихий хрип.

## Место обитания
Населяют различные типы открытой и полуоткрытой местности. Как правило, они живут в низинах, но могут дойти до средних высот в северных Андах. Этот вид наиболее распространен на ранчо крупного рогатого скота с разбросанными деревьями, защитными полосами и небольшими лесами, если присутствие человека несколько ограничено. Они также могут быть найдены в других разновидностях сельскохозяйственных земель, а также в прериях, прибрежных лесах (включая мангровые заросли), плантациях кокосовых орехов, кустарниках вдоль пляжных дюн и открытых возвышенностях.

## Поведение
Плотоядный мусорщик, который питается в основном падалью, но иногда ест фрукты. Живая добыча, которую они ловят, обычно неподвижна, ранена, выведена из строя или молода. Виды добычи могут включать мелких млекопитающих, земноводных, рептилий, рыб, крабов, насекомых, их личинок, дождевых червей, моллюсков и молодых птиц. Виды птиц, у которых отбирается еда, могут варьироваться от крупных колониальных гнездящихся птиц, таких как аисты и цапли, до мелких воробьиных. Едят рептилий, включая змей, ящериц и мелких пресноводных черепах. Этот вид, наряду с другими каракарами, является одним из немногих хищников, которые охотятся пешком, часто переворачивая ветки и коровий навоз, чтобы добыть пищу. В дополнение к охоте на свою собственную еду на земле, северная каракара будет воровать у других птиц, включая грифов, канюков, пеликанов, ибисов и колпиц. Поскольку они остаются низко над землей даже во время полета, они часто бьют стервятников-катарцев в борьбе за падаль и могут агрессивно вытеснять одиночных стервятников большинства видов от небольших тушек. Время от времени они следуют за поездами или автомобилями за едой, которая из них выпадает.
Северных каракар обычно можно заметить в одиночку, парами или семейными группами из 3-5 птиц. Иногда на насестах может содержаться более дюжины каракар, а обильные источники пищи могут собрать вокруг себя до 75 особей. Сезон гнездования длится с декабря по май и немного раньше, в зависимости от близости к тропикам. Они строят большие гнезда на деревьях, таких как мескиты и пальмы, кактусы, или, в крайнем случае, на земле. Гнезда громоздкие и неопрятные, шириной 60-100 см и глубиной 15-40 см, часто сделанные из травы, палочек и сена, покрытые большим количеством животного вещества. Каракара откладывает от 2 до 3 (редко от 1 до 4) розовато-коричневых яиц с темными пятнами, которые инкубируются в течение 28-32 дней.

## Систематика и классификация

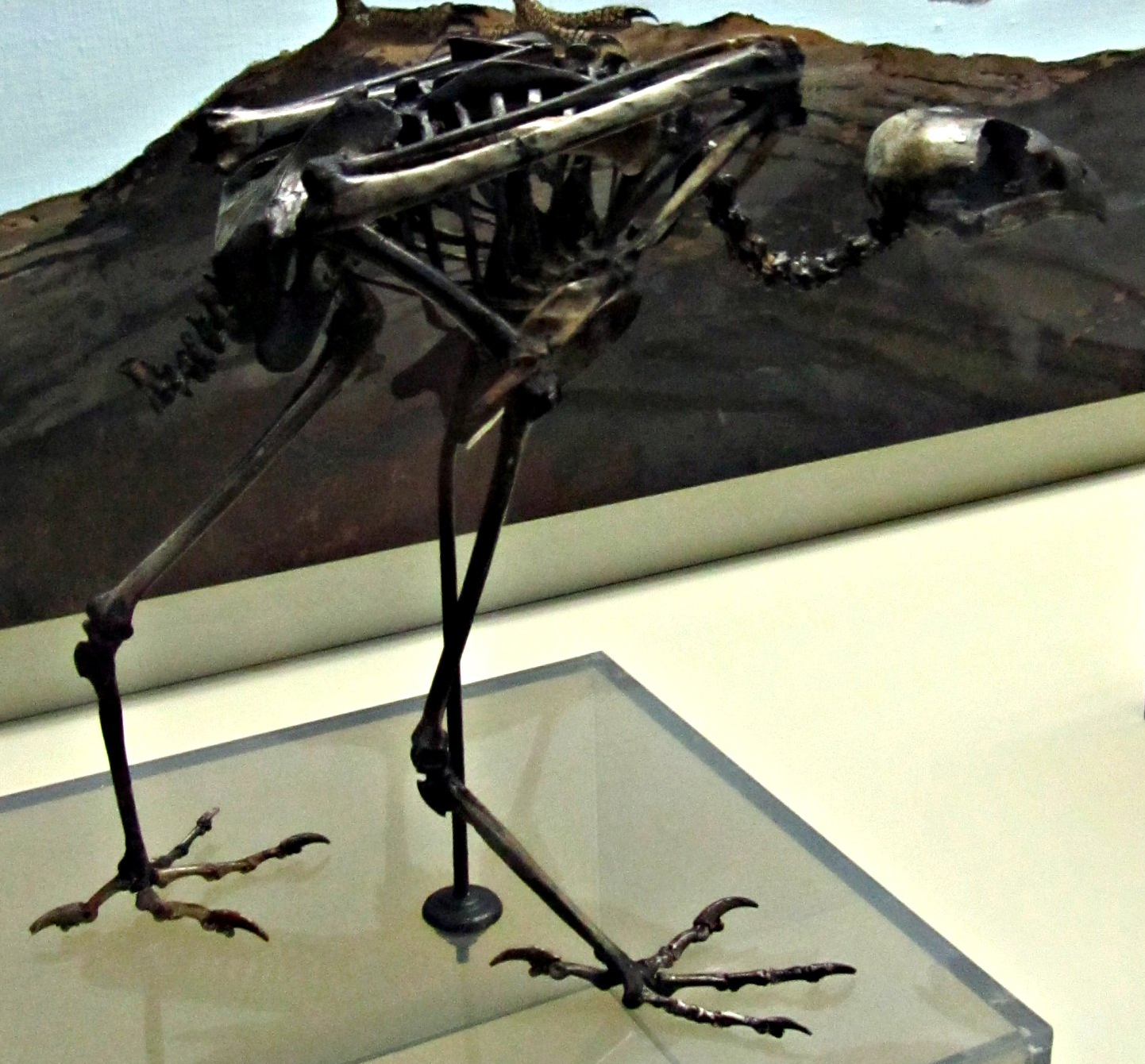

Анализ ДНК 2500-летних костей вымершего Caracara creightoni показывает, что этот вид тесно связан с обыкновенной и хохлатой каракарой. У всех трёх таксонов общий предок жил на Земле около 1,2—0,4 млн лет назад.
Раньше выделяли несколько вымерших подвидов хохлатых каракар. Из-за запутанной таксономической истории каракар, их отношение к современным птицам нуждается в подтверждении:
- Caracara cheriway grinnelli (поздний плейстоцен Калифорнии);
- Caracara cheriway prelutosus (поздний плейстоцен Мексики).

Первый подвид почти наверняка представляет птиц, чьими прямыми потомками является современная популяция вида. Второй — возможный предок гуадалупской каракары.